# Gash-Barka
Gash-Barka er en region i det vestlige Eritrea. Regionen er landets største i forhold til areal og befolkning. Hovedstaden er Barentu. Regionen er vældig rig på mineraler. Regionen er inddelt i elleve administrative sub-regioner. I 2011 havde regionen en befolkning på 1.103.742.
15°15′N 37°30′Ø / 15.25°N 37.5°Ø